# Dolores Ninja Parisi
Dolores Ninja Parisi, conocida simplemente como Dolores Ninja, es una bailarina, coreógrafa, cantante y pionera de la cultura ball en Italia, además de "madre" de la vertiente estadounidense de la House of Ninja, una de las casas más antiguas y reconocidas de la cultura ball.

## Primeros años y carrera
Dolores nació y creció a lo largo de su infancia en Bérgamo, Italia.
Comenzó a bailar a los 4 años y actualmente se encuentra graduada en el MAS Music, Art & Show de Milán y en el Centro de Danza de Broadway.
Dolores se formó en diversos estilos de baile a una temprana edad, incluidos el ballet y el hip-hop y a los 22 años estableció su propio estudio de danza, B. Music School, en Bérgamo.
Una vez se trasladó a Nueva York, en Estados Unidos, comenzó a trabajar como coreógrafa para numerosos artistas de la industria musical, entre los que se encuentran Diane Birch, Marina Star, Jline, Kent Odessa y Robbie Rosen.
Fue precisamente en Nueva York en 2008 donde Dolores conoció la cultura ball y el voguing, empezando ese mismo año a entrenar junto a la House of Ninja. Fue en 2013 cuando Benny Ninja, en aquel entonces líder de la casa, pidió a Dolores que fuese su sucesora.
También en 2013 fundó el grupo de baile Ubetta Work Crew, que compitió en programas de televisión como Italy's Got Talent y France's Got Talent.
En 2014, Dolores comenzó a tomar clases de voguing de Leiomy Maldonado, popularmente conocida como la Mujer Maravilla de la cultura ball.
Dolores ha ganado numerosos balls en las categorías Women's Vogue, Vogue Femme y Runway; y ha sido jueza en competiciones en Italia, Londres, Los Ángeles y México.
Entre 2020 y 2021 apareció compitiendo junto a la House of Ninja en el programa Legendary de HBO Max, en el que casas legendarias de la cultura ball estadounidense luchan entre sí por un premio de 100.000 dólares. Dolores representó a la única casa de la primera temporada formada únicamente por mujeres y consiguió llegar hasta el séptimo episodio del programa.
Dolores apareció también como intérprete en el corto documental mexicano Los Fundamentos del Vogue, que vio su estreno en 2021 en el Festival Internacional de Cine en Guadalajara.

## Filmografía

### Cine
| Año  | Título                    | Papel      | Notas      |
| ---- | ------------------------- | ---------- | ---------- |
| 2021 | Champ                     | Ella misma | Documental |
| 2021 | Los Fundamentos del Vogue | Ella misma | Documental |
| 2023 | Maybelline Prince         | Angelica   | Película   |

### Televisión
| Año       | Título    | Papel      | Notas       |
| --------- | --------- | ---------- | ----------- |
| 2020-2021 | Legendary | Ella misma | 7 episodios |

## Discografía
- io ballo (Savage Edition) (2021)[14]
- What Planet (2021)[15]